# Wahlen 1989
◄◄ | ◄ | 1985 | 1986 | 1987 | 1988 | Wahlen 1989 | 1990 | 1991 | 1992 | 1993 | ► | ►►

Weitere Ereignisse
Die Liste der Wahlen 1989 umfasst Parlamentswahlen, Präsidentschaftswahlen, Referenden und sonstige Abstimmungen auf nationaler und subnationaler Ebene, die im Jahr 1989 weltweit abgehalten wurden.

## Afrika
- Verfassungsreferendum in Niger 1989 am 24. September
- Parlamentswahl in Namibia 1989 am 7. und 11. November
- Parlamentswahlen in Niger 1989 am 12. Dezember
- Präsidentschaftswahlen in Niger 1989 am 12. Dezember

## Amerika
- Gouverneurswahlen in den Vereinigten Staaten 1989
- Wahlen in Uruguay 1989
- Verfassungsreferendum am 30. Juni 1989 in Chile
- Präsidentschaftswahlen in Argentinien 1989
- Parlamentswahlen in Argentinien 1989
- Wahlen in St. Vincent und den Grenadinen 1989
- Präsidentschafts- und Parlamentswahl in Chile 1989

## Asien
- Parlamentswahl in Sri Lanka am 15. Februar
- Präsidentschaftswahl im Iran 1989 am 28. Juli
- Verfassungsreferendum im Iran 1989 am 28. Juli
- Sangiin-Wahl 1989 am 23. Juli 1989
- Parlamentswahl in Jordanien 1989 am 8. November
- Parlamentswahl in Indien 1989 am 22. und 26. November

## Europa einschließlich UdSSR
- Europawahl 1989

- Europawahl in Deutschland 1989

### DDR
- 7. Mai: Kommunalwahlen in der DDR 1989

### Bundesrepublik Deutschland
- 12. März: Kommunalwahlen in Hessen 1989
- 23. Mai: Wahl des Bundespräsidenten (Richard von Weizsäcker wiedergewählt)
- 18. Juni: Kommunalwahlen im Saarland 1989

Im Jahr 1989 fanden folgende Landtagswahlen statt:
- 29. Januar in Berlin: Wahl zum Abgeordnetenhaus von Berlin 1989

### Griechenland
- 15. Juni: Europawahl in Griechenland 1989
- 18. Juni: Parlamentswahl in Griechenland Juni 1989
- 5. November: Parlamentswahl in Griechenland November 1989

### Irland
- 15. Juni: Wahlen zum Dáil Éireann 1989

### Niederlande
- 6. September: Parlamentswahl in den Niederlanden 1989

### Österreich
- 12. März: Landtagswahl in Kärnten 1989
- 12. März: Landtagswahl in Salzburg 1989
- 12. März: Landtagswahl in Tirol 1989
- 8. Oktober: Landtagswahl in Vorarlberg 1989

### Polen
- 4. und 18. Juni: Parlamentswahl in Polen 1989
- 19. Juli: Präsidentschaftswahl in Polen 1989

### Schweiz
- 2. Februar: Bundesratswahl 1989

### Luxemburg
- 18. Juni: Europawahl in Luxemburg 1989

### Spanien
- 29. Oktober 1989: Parlamentswahl in Spanien 1989;

Ministerpräsident blieb Felipe González (PSOE).

### UdSSR
- 26. März und 9. April: Wahlen zum Obersten Sowjet der UdSSR